# هولنبرگ (کانزاس)
هولنبرگ (به انگلیسی: Hollenberg) شهری در ایالت کانزاس کشور ایالات متحده آمریکا است که جمعیت آن در سرشماری سال ۲۰۱۰ میلادی، ۲۱ نفر بوده‌است.